# Francés antiguo
El francés antiguo o francés medieval comprende un conjunto de variedades romances del grupo de oíl habladas aproximadamente en la mitad norte del territorio francés actual y por la nobleza normanda, desde el siglo IX hasta el XIV.

## Orígenes y descendencia
Proviene del romance, forma de latín vulgar presente en todo el mundo latino. Es seguido históricamente por el francés medio. Estas distinciones temporales de la edad de la lengua han sido, sin embargo, definidas de forma relativamente arbitraria y reciente por los lingüistas. Desde el punto de vista de los locutores, la evolución fue escasa debido a que el latín ha evolucionado al francés de forma continua y progresiva sin que se perciba un corte entre diferentes estados de la evolución aunque la alteración en la pronunciación pudiera ser el hecho de la aportación de los no romanos, en este caso celtas y germanos.
El francés antiguo es el ancestro del francés hablado hoy en día. La aparición de una lengua única en el territorio francés es sin embargo muy tardía y es la unión de varias lenguas de oïl antiguas lo que constituye la lengua actual.
Por ejemplo, se estima que en la víspera de la Revolución francesa, las tres cuartas partes de la población francesa hablaban una lengua distinta del francés.

## Importancia del francés en la historia lingüística
Lengua de cultura y de literatura, está bien testimoniado y se puede constituir su historia con una gran precisión (tanto léxica, morfológica, fonética y sintácticamente). Las evoluciones fonéticas que han conducido de esta lengua a su variedad moderna son conocidas con suficiente detalle por una cadena fonética del latín al francés prevista siglo por siglo. El estudio del francés y de su historia no pueden obviar el francés antiguo. Del resto, esta asignatura, así como su aspecto fonético histórico, es obligatoria para los CAPES de letras modernos, agregada a las letras clásicas y a la gramática, concurso que se pasa en Francia para enseñar la lengua y la literatura francesas.

## Variaciones dialectales y lengua literaria
El francés antiguo es "una rama" del latín, lengua de la que nacen muchas otras, por ejemplo el italiano moderno o el español moderno. Por ello, existen numerosas palabras parecidas: por ejemplo, el verbo amar es amare tanto en latín como en italiano y aimer en francés actual.
La variación de la ortografía según las regiones hace que si dos textos de diferentes regiones son comparados, por ejemplo del extremo oeste y del extremo este de Francia, existiría una gran diferencia de ortografía así como de pronunciación. A lo largo del tiempo, el francés antiguo se ha desarrollado hasta convertirse en el francés moderno. Como no había una lengua literaria definida, se escribía tal y como sonaba.

## Evolución y estados de la lengua
Respecto a las mutaciones de la lengua anteriores a la época del francés antiguo, véase el artículo sobre las lenguas románicas.

### Fonología
Se ha utilizado aquí para describir las características fonológicas de los nombres el sistema de Bourciez, o alfabeto de los romanistas, a menudo utilizado en las descripciones fonológicas de la evolución del francés. Consúltese Sistema de Bourciez para una descripción de este sistema y una tabla de correspondencias con el AFI.

#### Sistema vocálico
El latín clásico utilizaba diez fonemas vocálicos diferentes, distribuidos en cinco vocales breves (escritas ă, ĕ, ĭ, ŏ, ŭ, representando /a, ɛ, ɪ, ɔ, ʊ/) y sus cinco equivalentes largas (ā, ē, ī, ō, ū, representando /aː, eː, iː, oː, uː/). En efecto, en latín, la longitud del sonido es fonológica, es decir, pertinente: dos palabras pueden tener como sola diferencia la longitud de una de sus vocales (venit [ˈwɛnɪt] ‘viene’ es diferente de vēnit [ˈweːnɪt] ‘vino’). Uno de los mayores cambios en la evolución del latín al francés es la desaparición progresiva de las oposiciones de longitud en favor de las distinciones de timbre. La oposición de timbre entre dos vocales se convierte en el criterio de diferenciación. Este cambio vocálico tuvo lugar entre los siglos II y IV. La mayor parte de la evolución es común en muchas lenguas romances.
El cambio vocálico se presenta como sigue:
- ē [eː] pasa a ẹ [e] en el siglo II
- ĕ [ɛ] continúa como ę [ɛ] cuando está tónica (acentuada), si no (siendo átona) se convierte en ẹ [e] en el siglo II
- ĭ [ɪ] pasa a ẹ [e] en el siglo III
- ī [iː] se mantiene como i [i], sin distinción de longitud
- ă [a] y ā [aː] pierden su oposición de longitud, de forma que, desde un punto de vista fonológico, el latín en este punto de la evolución tan solo posee una a [a]
- ō [oː] pasa a ọ [o] en el siglo II
- ŏ [ɔ] continúa como ǫ [ɔ] cuando está tónica, si no pasa a ọ [o] siglo II
- ū [uː] pierde su característica de longitud, se mantiene como u [u]
- ŭ [ʊ] pasa a ọ [o] en el siglo IV

Los tres diptongos latinos presentes en el latín alrededor del siglo I a. C., ae [aɛ̯], au [aʊ̯] y oe [ɔɪ̯], evolucionaron respectivamente a ę [ɛ] (este muy tempranamente en el siglo I), ǫ [ɔ] y ẹ [e] (posteriormente).
Teniendo en mente este sistema de vocales, /i e ɛ a ɔ o u/ sin diptongos decrecientes, los sonidos /ɛ, a, ɔ, o/ pretónicos o tónicos se volvieron en los términos más generales [jɛ], [ɛ], [wɛ] y [ew ~ øw] respectivamente en sílabas abiertas, y [ɛ], [a], [ɔ] y [o] > [u] en sílabas cerradas. La /u/ por su parte se movió hacia el frente, a [y]. Las vocales se nasalizaron antes de una /m/, /n/ o /ɲ/, lo que bloqueó también varios de estos cambios, aunque por otra parte es importante notar que /ɔ/ y /o/ al nasalizarse se llegaron a pronunciar de forma idéntica, quizá [õ] o [ũ].
Por otra parte, el francés también pasó por una serie de cambios en las vocales postónicas (después de la sílaba tónica), primero reduciéndolas todas a [ə], luego perdiendo esta [ə] a menos que fuera seguida de ciertos grupos de dos consonantes, y finalmente reduciendo la /a/ postónica a [ə] también. Ejemplos de esta extrema reducción de vocales serían el latín cattum ‘gato’ pasando por *[katːo] y terminando en chat [tʃat], ūnus ‘uno’ > *[unos] > *[ynəs] > uns [ỹns], comitem ‘compañero’ > *[kɔmte] > conte [kõntə] ~ [kũntə] ‘conde’, cattam ‘gata’ > *[katːa] > chate [tʃatə].
Esta reducción y subsecuente pérdida de la mayoría del material fonológico después de la vocal tónica en el francés del Medioevo, pérdida que luego se incrementaría todavía más en siglos posteriores, terminó por darle al francés moderno su característica acentuación en que todas las palabras tienen la sílaba tónica al final.
Con todas estas generalidades, más detalles no presentados aquí por brevedad (como por ejemplo la influencia de las consonantes palatales o la vocalización de la /l/), terminamos con el siguiente sistema vocálico:
|             |             | Anterior | Central | Posterior |
| ----------- | ----------- | -------- | ------- | --------- |
| Cerrada     | Oral        | i y      |         | u         |
| Cerrada     | Nasal       | ĩ ỹ      |         |           |
| Semicerrada | Oral        | e        | ə       |           |
| Semicerrada | Nasal       | ẽ        | ə       | õ         |
| Semiabierta | Semiabierta | ɛ        |         | ɔ         |
| Abierta     | Oral        |          | a       |           |
| Abierta     | Nasal       |          | ã       |           |

|                                                           | IPA          | Ejemplo      | Significado        |
| decrecientes                                              | decrecientes | decrecientes | decrecientes       |
| --------------------------------------------------------- | ------------ | ------------ | ------------------ |
| Oral                                                      | /aw/         | chevaus      | caballo (nom. sg.) |
| Oral                                                      | /oj/         | toit         | techo              |
| Oral                                                      | /ew/ ~ /øw/  | neveu        | sobrino            |
| Nasal                                                     | /ẽj/         | plein        | lleno              |
| Nasal                                                     | /õj/         | loing        | lejos              |
| crecientes                                                |              |              |                    |
| Oral                                                      | /je/         | pié          | pie                |
| Oral                                                      | /ɥi/         | fruit        | fruta              |
| Oral                                                      | /we/ ~ /wø/  | cuer         | corazón            |
| Nasal                                                     | /jẽ/         | bien         | bien               |
| Nasal                                                     | /ɥĩ/         | juignet      | julio              |
| Nasal                                                     | /wẽ/         | cuens        | conde (nom. sg.)   |
| triptongos el acento tónico cae siempre en la vocal media |              |              |                    |
| Oral                                                      | /e̯aw/        | beaus        | bello              |
| Oral                                                      | /jew/        | dieu         | dios               |
| Oral                                                      | /wew/        | jueu         | judío              |

#### Sistema consonántico
|           | Bilabial | Labio- dental | Dental/ alveolar | Postalveolar/ palatal | Velar | Glotal |
| --------- | -------- | ------------- | ---------------- | --------------------- | ----- | ------ |
| Nasal     | m        |               | n                | ɲ                     |       |        |
| Oclusiva  | p b      |               | t d              |                       | k ɡ   |        |
| Fricativa |          | f v           | s z              |                       |       | (h)    |
| Africada  |          |               | ts dz            | tʃ dʒ                 |       |        |
| Lateral   |          |               | l                | ʎ                     |       |        |
| Vibrante  |          |               | r                |                       |       |        |

Notas:
- Las africadas /ts/, /dz/, /tʃ/, /dʒ/ se convirtieron en fricativas  ([s], [z], [ʃ], [ʒ]) en francés medio. /ts/ se escribía como c, ç, -z, como en cent, chançon, priz ("cien, canción, precio"). /dz/ se escribía como  -z-, como en doze "doce".
- /ʎ/, como en conseil, travaillier ("consejo, trabajar"), se convierte en /j/ en francés moderno.
- /ɲ/ no solo aparece en el medio de la palabra, sino también al final como en poing "puño". Al final de palabra, /ɲ/ se perdió posteriormente, dejando una vocal nasalizada.
- /h/ se encontraba tan solo en préstamos germánicos y más tarde se perdió. En las palabras de origen latino,  /h/ se perdió temprano, como en om, uem, del latín homō.

### Gramática

#### Flexión nominal
En el plano morfológico, el francés antiguo es aún una lengua flexiva (el francés moderno es mucho más analítico), pero presenta ya una reducción de las flexiones con respecto al latín.
El sustantivo posee ya los dos géneros (masculino y femenino) y los dos números (singular y plural) del francés moderno, pero conserva igualmente una declinación de dos casos:
- el caso recto (o sujeto), heredado del nominativo latino, marca las funciones sintáctica de sujeto, de aposición, de apelativo y de atributo del sujeto.
- el caso oblicuo (o régimen), procedente del acusativo latino, marca todas las otras funciones correspondientes al complemento.

Algunos ejemplos (los nombre de tipo I y II eran los más numerosos):
|        |              | Tipo I (femenino) | Tipo I (femenino) | Tipo II (masculino)  | Tipo II (masculino) | Tipo III (mixto)    | Tipo III (mixto)                | Tipo III (mixto)                | Tipo III (mixto) | Tipo III (mixto) |
| normal | híbrido (Ia) | normal            | híbrido (IIa)     | IIIa (masc. en -eor) | IIIb (masc. en -on) | IIIc (fem. en -ain) | IIId (irregulares masc. y fem.) | IIId (irregulares masc. y fem.) |                  |                  |
| ------ | ------------ | ----------------- | ----------------- | -------------------- | ------------------- | ------------------- | ------------------------------- | ------------------------------- | ---------------- | ---------------- |
| sg.    | recto        | la dame           | la citez          | li murs              | li pere             | li chantere         | li lerre                        | la none                         | li cuens         | la suer          |
| sg.    | oblicuo      | la dame           | la cité           | le mur               | le pere             | le chanteor         | le larron                       | la nonain                       | le conte         | la seror         |
| pl.    | recto        | les dames         | les citez         | li mur               | li pere             | li chanteor         | li larron                       | les nones                       | li conte         | les serors       |
| pl.    | oblicuo      | les dames         | les citez         | les murs             | les peres           | les chanteors       | les larrons                     | les nonains                     | les contes       | les serors       |

Distinguiendo formalmente el sujeto y el complemento, la declinación bicasual permitía emplear sin ambigüedad los órdenes de palabras que serían imposibles más tarde: la beste fiert li cuens, si fiert li cuens la beste et li cuens fiert la beste significan sin equivocación alguna «el conde pega a la bestia», siendo li cuens marcado explícitamente como sujeto.
El caso recto realiza aquí la función de sujeto, pero puede realizar la de aposición o la de oposición al sujeto.
Incluso si esta declinación bicasual está viva en la literatura, on relève de temps à autre des « fautes » dans les textes.
La descomposición del sistema es probablemente debida a la forma fonética de las desinencias que se prestan a la confusión (la -s indicaba el caso recto singular y el caso oblicuo plural), a su carácter incompleto (desde el francés antiguo, los femeninos en -e provenientes de la primera declinación latina, oponen simplemente singular y plural) ainsi qu'à l'amuïssement progressif des consonnes finales en français (le -s final ne se prononce aujourd'hui plus). 
Sin embargo, esta descomposición no fue uniforme: en un largo movimiento de oeste a este, este sistema fue abolido primero en los dialectos del Oeste, luego en el centro con la región parisina para mantenerse vivo en los dialectos del este hasta el siglo XV. El léxico francés actual heredado del francés antiguo proviene generalmente del caso oblicuo, el más frecuente en el discurso. Sin embargo, en algunos casos, es el caso recto el que se ha conservado (se trata sobre todo de nombres de personas, debido a su uso frecuente en caso recto como apelativos): tal es el caso de fils, sœur, prêtre, ancêtre, y de numerosos pronombres. Las dos formas han sobrevivido a la vez dando lugar a dobletes, a veces diferenciados semánticamente como en gars / garçon, copain / compagnon, sire / sieur, pâtre / pasteur, nonne / nonnain, pute / putain.

#### Artículo

##### Artículo definido
|           |          | Recto     | Recto    | Oblicuo | Oblicuo |
| masculino | femenino | masculino | femenino |         |         |
| --------- | -------- | --------- | -------- | ------- | ------- |
| sg.       | singular | li        | la       | lo / le | la      |
| sg.       | plural   | li        | les      | les     | les     |

##### Artículo indefinido
El artículo indefinido era menos utilizado que en el francés moderno y se omitía con frecuencia.
|           |          | Singular  | Singular | Plural | Plural |
| masculino | femenino | masculino | femenino |        |        |
| --------- | -------- | --------- | -------- | ------ | ------ |
| sg.       | recto    | uns       | une      | un     | unes   |
| sg.       | oblicuo  | un        | une      | uns    | unes   |

### Sintaxis
El artículo definido se aplica siempre a un nombre ya conocido y se utilizaba también donde el francés moderno utilizaría un demostrativo.